# Trinitai e Vignola
Trinitai e Vignola (en italià Trinità d'Agultu e Vignola) és un municipi italià, dins de la província de Sàsser. L'any 2007 tenia 2.134 habitants. Es troba a la regió de Gal·lura. Limita amb els municipis d'Aggius, Aglientu, Badesi i Viddalba (SS).

## Administració
| Període | Identitat    | Partit        |
| ------- | ------------ | ------------- |
| 2005-   | Anna Muretti | Llista cívica |